# Iosef Trumpeldor

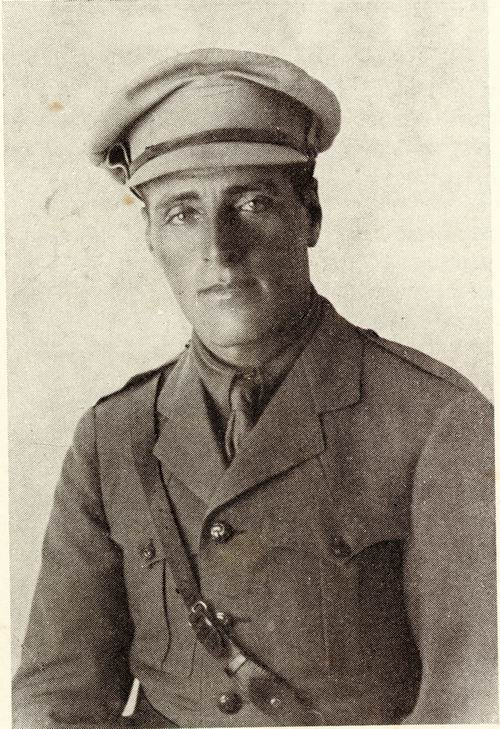
Yosef Trumpeldor în uniformă din perioada primului război mondial

Yosef Trumpeldor (în ebraică יוסף טרומפלדור, în rusă Иосиф Трумпельдор) (n. 1 decembrie 1880 - d. 1 martie 1920) a fost un activist politic și militar evreu, militant sionist, fost ofițer în armata rusă, care s-a făcut remarcat prin participarea la organizarea Legiunii Evreiești (alături de Zeev Jabotinski) și aducerea de imigranți evrei în Palestina. Moartea lui, ucis într- ciocnire cu beduini la Tel Hai, în nordul Palestinei, l-a consacrat ca erou aproape mitic al mișcării sioniste de stânga și de dreapta. Locul morții sale a devenit un simbol și un loc de pelerinaj. A fost jurist ca pregătire. 

## Tinerețea
Iosef Trumpeldor s-a născut la data de 1 decembrie 1880 în localitatea Piatigorsk din Rusia (în regiunea Caucaz). Tatăl său, Vladimir Wolf Trumpeldor, a slujit 25 de ani în Armata Rusă, luptând ca soldat cantonist (copil de trupă) în Războiul din Caucaz, unde și-a pierdut un braț. Fiind considerat un "evreu folositor", i s-a permis să se stabilească în afara zonei de reședință a evreilor din vestul Imperiului Rus și a devenit infirmier al unui spital local. Yosef a fost al patrulea din cei șapte copii ai acestuia cu a doua sa soție, Padusia Ekselbant.
El a avansat ulterior ideea că familia sa era de fapt de origine Subotnik, un grup de evrei care descindeau din țărani creștini care au renunțat la creștinism sub domnia țarinei Ecaterina a II-a a Rusiei, la sfârșitul secolului al XVIII-lea pentru a se converti la iudaism. Revista israeliană Hadassah scria în anul 2006 că « Iosef Trumpeldor, eroul bătăliei de la Tel Hai, era aproape sigur un Subotnik ».
În copilărie Trumpeldor a primit la vârsta de 7 ani o educație iudaică sumară, vreme de jumătate de an, într-o scoala tradițională - „heder”, și apoi a învățat într-o școală elementară rusă la Rostov pe Don. Nu a ajuns să învețe la un liceu dar, în schimb, a făcut ucenicie de dentist la un medic stomatolog. 
Iosef Trumpeldor a intrat ca voluntar în Armata Rusă în anul 1902. În timpul războiului ruso-japonez (1904-1905), a participat la asediul din Port Arthur (de partea asediaților), unde și-a pierdut în luptă mâna stângă . După căderea orașului, a fost luat prizonier și a petrecut mai multe luni într-un lagăr japonez de prizonieri de război, ca și toți soldații ruși ai generalului Stoessel. 
După sfârșitul războiului, a fost repatriat în Rusia. A obținut patru decorații pentru eroismul dovedit, inclusiv Crucea Sf. Gheorghe, care l-au făcut să fie soldatul evreu cel mai decorat din întreaga Rusie. În anul 1906 el a devenit primul evreu din Armata Rusiei care a primit brevetul de ofițer în rezervă, într-o perioadă în care acest post era în mod normal strict interzis evreilor. Aceasta este o mărturie a impresiei puternice pe care o lăsase.

## Primul război mondial
El a urmat Facultatea de drept din Sankt Petersburg.În vacante se ducea la Iasnaia Poliana, comuna unde locuia Lev Tolstoi pentru a se antrena în muncile câmpului. A fost influențat de ideologia tolstoiană și cea socialistă și a visat să întemeieze o comună sionistă agricolă în Palestina (Eretz Israel). A intrat în legătură cu un grup de tineri sioniști și în anul 1911 a emigrat împreună cu aceștia în Palestina, care era pe atunci parte a Imperiului Otoman, pentru a-și pune în practică proiectul său. La început, a lucrat la o fermă de pe malul Mării Galileei și apoi pentru o perioadă la kibbutz-ul Degania, primul de acest fel din Palestina. 
Odată cu declanșarea primului război mondial, ca supus rus, el a fost expulzat de către turci la Alexandria (Egipt), unde se aflau numeroși evrei expulzați și ei din Palestina. Acolo l-a cunoscut pe Vladimir Jabotinski, împreună cu care a dezvoltat ideea creării Legiunii Evreiești pentru a lupta împreună cu trupele britanice împotriva inamicilor comuni, cu scopul de a elibera Palestina în beneficiul poporului evreu.

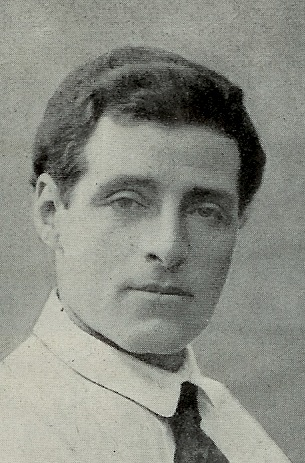
Iosef Trumpeldor în anul 1917.

La propunerea lui Jabotinski, în anul 1915 el a format „Corpul de catâri ai Sionului”, o unitate de mânat catâri de cărăușie, xcare a devenit prima unitate militară exclusiv evreiască din ultimii aproape 2000 ani și o bază ideologică a viitoarei Armate de Apărare a Israelului (TZAHAL). Împreună cu cei o sută de soldați voluntari ai „Corpului de catâri ai Sionului”, Trunpledor a participat la Bătălia de la Gallipoli (Turcia), fiind rănit la umăr. 
Corpul de catâri ai Sionului a rămas la Gallipoli în cursul întregii campanii și a fost desființat la scurtă vreme după sfârșitul campaniei din 1915. Trumpeldor a participat apoi la activitatea desfășurată de Vladimir Jabotinski în favoarea formării de unități militare evreiești mai importante sub conducere britanică, unități care au fost înființate în anul 1917: Legiunea evreiască.
După dizolvarea unității evreiești, Trumpeldor s-a întors în Rusia în toamna anului 1917. A obținut la început aprobarea autorităților pentru înființarea unei forțe evreiești de luptă care să prevină violențele antisemite. Dupa semnarea Păcii de la Brest-Litovsk, guvernul bolșevic a respins inițiativa și, deoarece Trumpeldor organizase deja o unitate militară evreiasca, a fost arestat și trimis în închisoare.

## Activist politic
Yosef Trumpeldor a fost unul dintre primii activiști ai sionismului socialist din Palestina. El a fost inițial un anarhist și discipol al lui Piotr Kropotkin. După cuvintele lui, "eu sunt un anarho-comunist și un sionist." Progranul său pentru realizarea unei rețele sindicaliste de comunități socialiste, prezentat la Conferința sionistă de la Romnî, în anul 1911, a avut o anumită influență în formarea de kibbutz-uri.
Dup[ ce a fost eliberat din închisoare, în paralel cu David Ben Gurion și Itzhak Ben-Zvi în Statele Unite ale Americii, Trumpeldor a înființat mișcarea HeHalutz (Pionierul), o organizație care îi pregătea pe tinerii imigranți evrei să facă alia (să se instaleze în Palestina, pentru evrei cunoscută ca Țara Israel). În anul 1919, revenit el însuși în Palestina, pe atunci sub mandat britanic, a devenit unul din fondatorii mișcării sioniștilor socialiști din Palestina.

## Tel Hai

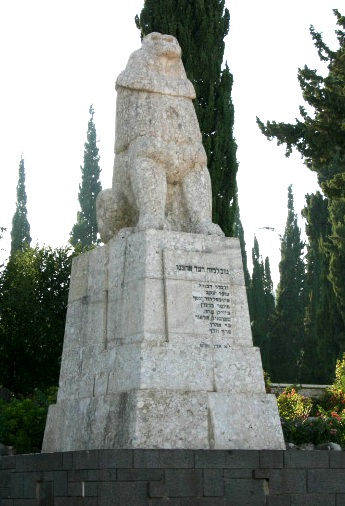
Monumentul lui Joseph Trumpeldor din Tel Hai, leul Iudeei.

La finele anului 1919 Trumpeldor a fost trimis in Palestina pentru a pregati terenul pentru un nou group de imigranți evrei. Tocmai când făcea strădanii de a-i concilia pe liderii mai multor grupări de muncitori evrei și de a crea o organizație centrală unică, au sosit știri despre situația tensionata din Galileea Superioară și Trumpeldor a fost trimis să ajute la apărarea așezărilor evreiești recent înființate în zonă. La 1 ianuarie  1920 a preluat comanda așezării Tel Hai. 
La data de 1 martie 1920, mai multe sute de arabi sirieni au atacat localitatea Tel Hai, unul dintre cele patru sate evreiești care formau un bloc izolat în partea de nord a Văii Hula din Galileea Superioară. În acea zonă care se afla la granița dintre trupele britanice din Palestina, cele franceze din Liban și cele franceze din Siria, mișunau bande de soldați, aventurieri și jefuitori. Arabii au crezut că unele trupe de tâlhari francezi și-au găsit refugiu alături de evrei și au cerut permisiunea să caute prin clădirile din localitate. Evreii au încercat să-și păstreze neutralitatea în haosul care era atunci, adăpostind ocazional atât pe arabi, cât și pe francezi. În acea zi nu se aflau însă soldați francezi, iar evreii și-au dat acordul pentru ca arabii să caute. Unul dintre fermieri a tras un foc în aer, acesta fiind un semnal pentru a cere întăriri din localitatea apropiată Kfar Giladi, de unde au venit zece oameni conduși de Trumpeldor, cărora li se încredințase de către Hashomer Hatzair, datorită calităților militare, apărarea coloniilor evreiești din Galileea Superioară.

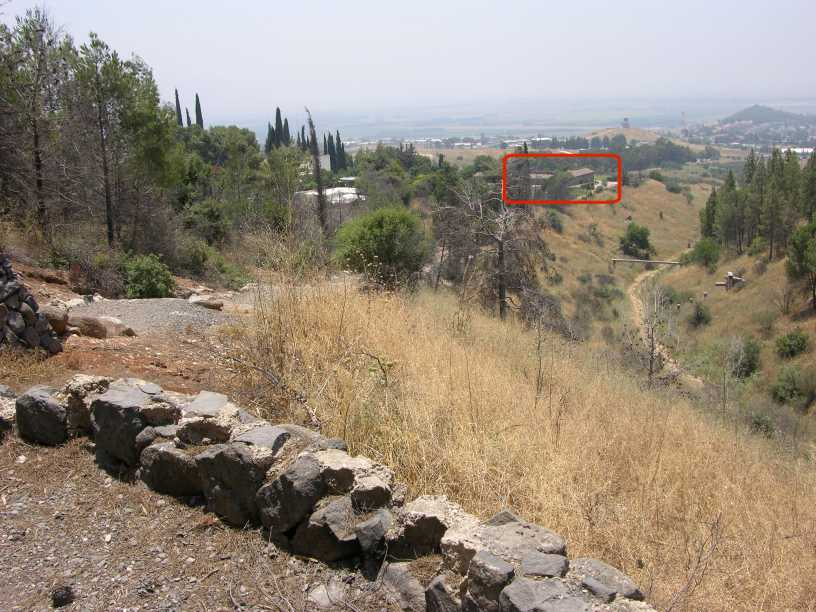
Drumul folosit pentru a transporta răniţii şi morţii în noaptea de 11 Adar 1920 de la Tel Hai către Kfar Giladi.

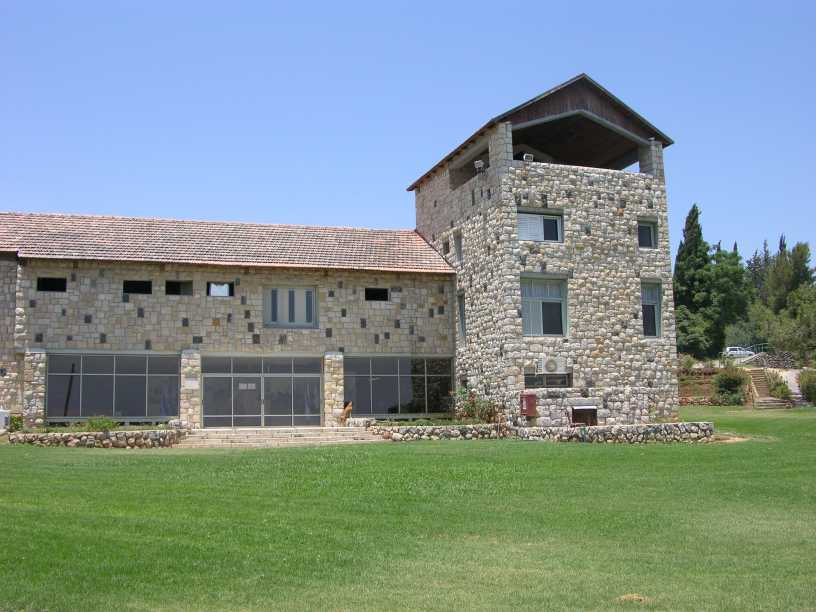
Curtea din Kfar Giladi unde au fost aduşi răniţii şi morţii serveşte astăzi ca muzeu.

Nu se cunoaște prea bine ce s-a întâmplat după ce Trumpeldor și-a asumat comanda, dar un raport din acea vreme vorbește de "neînțelegeri de ambele părți". În cele din urmă, a izbucnit un schimb de focuri și cinci luptători evrei au fost inițial uciși; Trumpeldor a fost împușcat în mână și apoi în stomac. Un medic a ajuns abia spre seară, iar Trumpeldor a murit în timp ce era evacuat către Kfar Giladi. De asemenea, în luptă au fost uciși și cinci arabi. Cei șase evrei au fost înmormântați în două gropi comune din Kfar Giladi, iar ambele localități au fost abandonate pentru o vreme.

### Erou național
După moartea sa, Trumpeldor a devenit un simbol al auto-apărării evreilor, iar ziua sa memorială din 11 Adar este comemorată oficial în Israel în fiecare an. Faimoasele sale ultime cuvinte, "Nu-i nimic, e bine să mori pentru țara ta” (Ein davar, tov lamut be'ad arzenu, în ebraică אין דבר, טוב למות בעד ארצינו), au devenit celebre în propaganda patriotică a evreilor din Palestina  și în Israelul anilor '50 și '60. Aceste cuvinte sunt foarte apropiate de celebrul vers Dulce et decorum est pro patria mori din poezia lirică romană Odes (iii 2.13) a lui Horațiu care se traduce prin "Este dulce și onorabil să morți pentru patria ta" și i-a inspirat pe mulți patrioți din secolele al XIX-lea și al XX-lea din diferite țări.

### Moștenirea sa
Yosef Trumpeldor este privit astăzi ca un erou național atât de sioniștii de dreapta, cât și de cei de stânga, iar biografia sa i-a inspirat pe mulți tineri evrei. Mișcarea sioniștilor revizioniști a denumit organizația sa de tineret și precursoare a Partidului Likud Betar, un acronim de la „Brit Yosef Trumpeldor” (Uniunea Yosef Trumpeldor), în timp ce organizațiile de stânga îl omagiază pe Trumpeldor ca pe un apărător al kibbutz-urilor și au construit monumente dedicate memoriei sale. 
Într-o conversație avută cu Jabotinski la Chelsea, Yosef Trumpeldor a rezumat în câteva fraze ideologia sionistă:
„Trebuie să formăm o generație de evrei fără interese egoiste, fără obiceiuri, o bară simplă de fier. Flexibilă dar de fier. Un metal căruia i se poate cere totul de care este nevoie pentru o mașinărie națională. E nevoie de o roată? Sunt o roată! E nevoie de cuie, șuruburi, o roată care să se deplaseze? Luați-mă pe mine. E nevoie să se sape pământul? Eu sap. E nevoie să se tragă cu arma? Sunt soldat. Polițiști? Medici? Avocați? Învățători? Pompieri? Te rog, eu pot să fac totul... Sunt conceptul pur al serviciului, dispus la toate, fără să fiu legat de nimic. Știu doar un principiu: A construi.”

## Premii și onoruri
- Crucea Sfântul Gheorghe a Imperiului Rus cu grad de cavaler

## In Memoriam
- 1923 - Din inițiativa lui Jabotinski, Mișcarea de tineret a sionismului revizionist a  primit numele de Beitar - după numele ultimei cetăți căzute în Războiul iudeilor împotriva romanilor, și dupa inițialele cuvintelor Uniunea Yosef Trumpeldor - Brit Yosef Trumpeldor. În anul 1928 această mișcare a organizat primul ei pelerinaj la mormântul lui Trumpeldor la Tel Hai, unde au început să se țină ceremoniile de jurământ ale organizației. Tel Hai a devenit și un salut al membrilor Beitar. Mișcările sioniste socialiste au inițiat și ele pelerinaje similare în aceeași zi - 11 Adar - ziua căderii lui Trumpeldor.
- Orașul Kiryat Shmona ("Orașul celor opt") este denumit așa după Trumpeldor și cei șapte luptători care au murit apărând Tel Hai.
- La Tel Hai, i s-a înălțat în anul 1934 un monument în memoria sa, străjuit de un leu de piatră, creație a sculptorului Avraham Melnikov.
- În numeroase orașe din Israel au fost numite străzi în memoria sa. Un panteon național - cimitirul de pe strada Trumpeldor din Tel Aviv - este cunoscut ca Cimitirul Trumpeldor.